# Mine de San José
La mine de San José ou mine San José est une mine souterraine d'or et de cuivre située dans la province de Copiapó dans la région d'Atacama au Chili. La mine de San José est connue essentiellement pour l'accident minier de Copiapó en 2010, où 33 miniers sont restés prisonniers de la mine pendant 2 mois avant d'être secourus. Ouverte en 1889, elle a été fermée en 2010 à la suite de cet accident[réf. souhaitée].